# Водородный транспорт

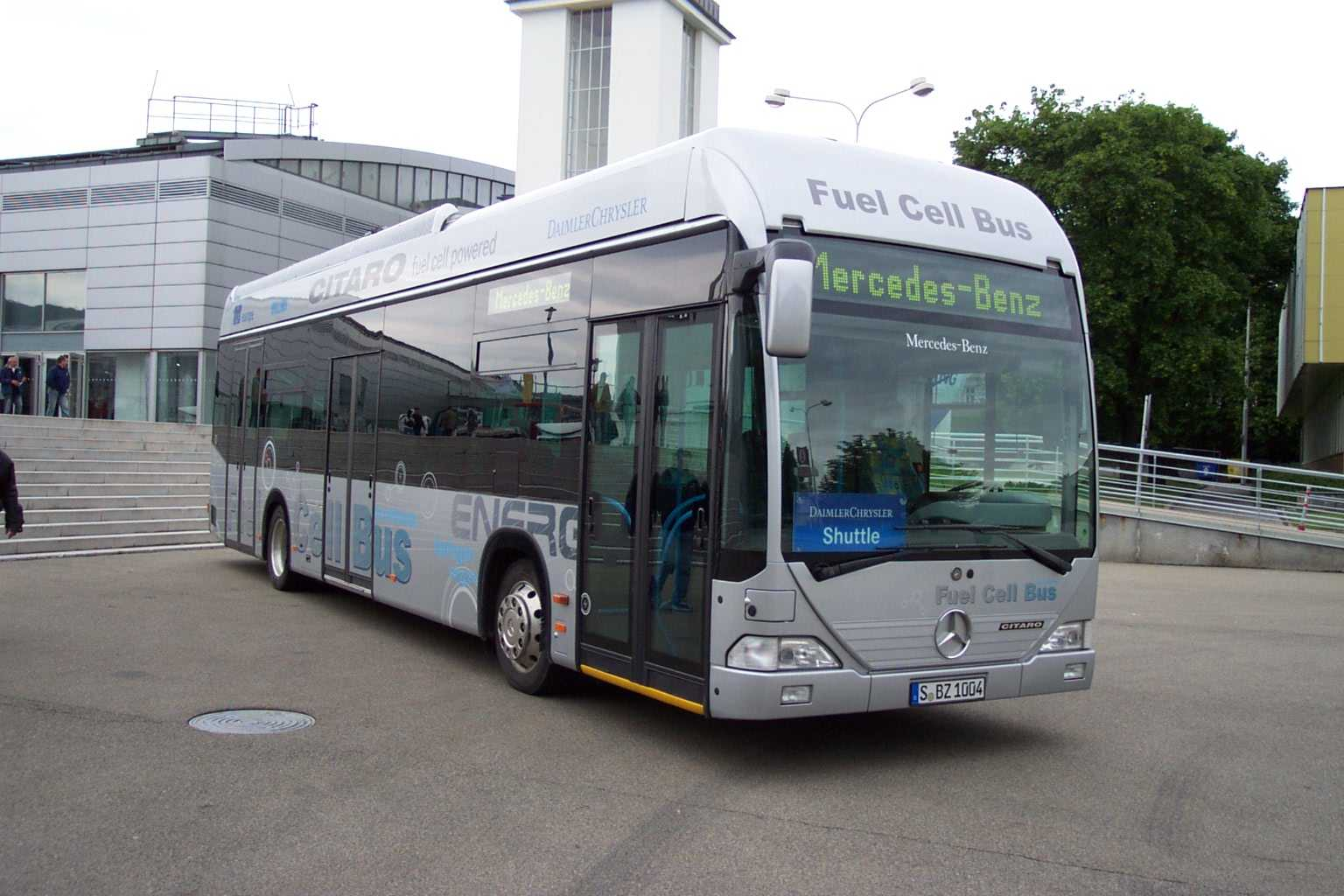
Автобус Mercedes-Benz Citaro на водородных топливных элементах

Водородный транспорт — это различные транспортные средства, использующие в качестве топлива водород.
Это могут быть транспортные средства как с двигателями внутреннего сгорания, с газотурбинными двигателями, так и с водородными топливными элементами.

## История

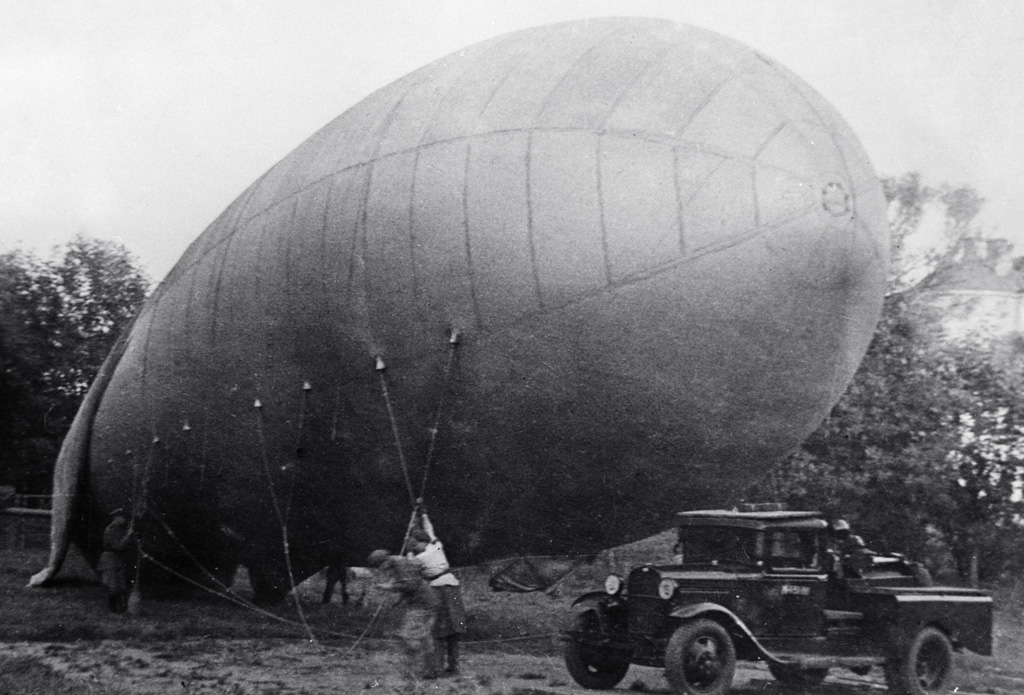
Красноармейцы устанавливают аэростат заграждения. На переднем плане — ГАЗ-АА. 1942 год

В 1806 году Франсуа Исаак де Риваз (1752—1828) создал первый двигатель внутреннего сгорания, работающий на водороде. Водород изобретатель производил электролизом воды.

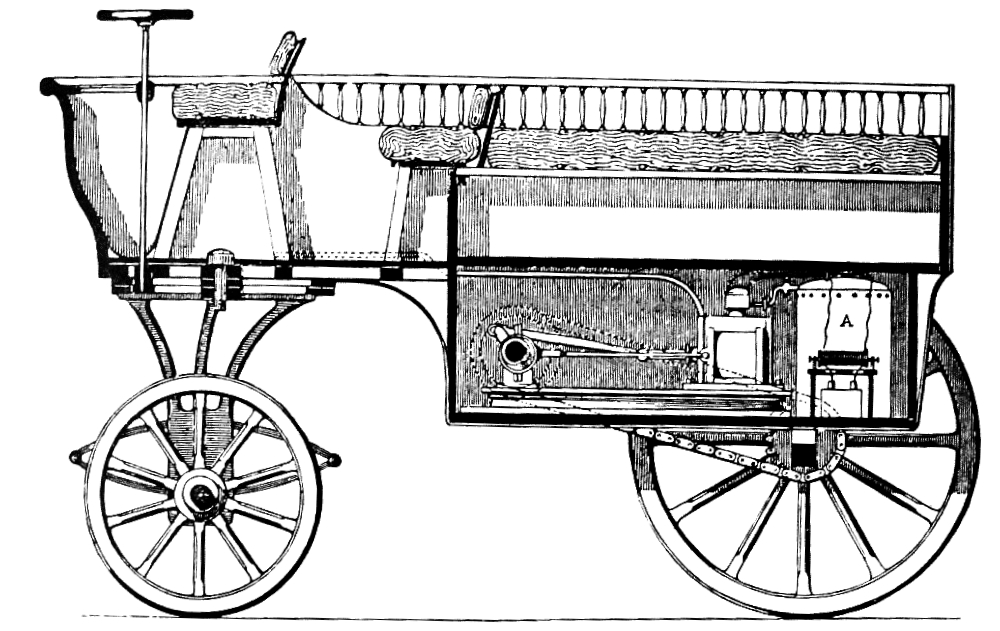
Гиппомобиль 1860

В 1860 году был сконструирован автомобиль с двигателем внутреннего сгорания, который работал на водороде Гиппомобиль Этьена Ленуара, водород производился с помощью электролиза, позже автомобиль перевели на светильный газ.
В декабре 1941 года в блокадном Ленинграде бензин был в дефиците, но водород имелся в большом количестве, и младший техник-лейтенант Борис Шелищ предложил использовать воздушно-водородную смесь для работы установок заградительных аэростатов. На водород перевели двигатели внутреннего сгорания ГАЗ-АА автомобилей-установок аэростатов заграждения, для работы их лебёдок подъёма и опускания аэростата. Во время блокады в осаждённом городе на водороде работало около 600 автомобилей.
В 1976 году в СССР был построен ещё один экспериментальный автомобиль с водородным двигателем на шасси серийного автомобиля «Москвич».

## Развитие

### Причины интереса к водородному транспорту
Использование водорода в качестве энергоносителя позволит как существенно сократить потребление ископаемых углеводородных топлив, так и значительно продвинуться в решении экологической проблемы загрязнения атмосферы городов вредными для здоровья человека составляющими выхлопных газов автомобилей и тепловозов.
В 2009 году примерно 25 % выбросов углекислого газа в атмосферу Земли производилось в результате работы разного рода транспорта. По оценке МЭА, уже к 2050 году это число удвоится и продолжит расти по мере того, как в развивающихся странах будет увеличиваться количество личных автомобилей. Кроме углекислого газа, в атмосферу выбрасываются оксиды азота, ответственные за увеличение заболеваемости астмой, оксиды серы, ответственные за кислотные дожди и т. д.
В морском транспорте зачастую используются низкокачественные дешёвые сорта топлива и он выбрасывает оксидов серы в 700 раз больше, чем автомобильный транспорт. По данным International Maritime Organization, выбросы СО2 морским торговым флотом достигли 1,12 млрд тонн в год.
Другой причиной повышения интереса к водородному транспорту является рост цен на энергоносители (в настоящее время подавляющее их большинство — уголь, нефть и их производные), дефицит топлива, стремление различных стран обрести энергетическую независимость.

### Современное применение и перспективы
Автомобили на водородном топливе уже производятся. Среди компаний, которые производят такие автомобили — Toyota, Honda и Hyundai. Разработкой автомобилей на водородном топливе занимаются также Daimler, Audi, BMW, Ford, Nissan и др.
В 2016 году в Германии был представлен первый водородный поезд — Coradia iLint компании Alstom, поезд начнёт курсировать по маршруту Букстехуде — Куксхафен в Нижней Саксонии с декабря 2017 года. Предполагается, что в итоге они заменят 4 тыс. дизельных региональных поездов, действующих в Германии на неэлектрифицированных участках железных дорог. В Alstom сообщают, что интерес к таким поездам также выразили Нидерланды, Дания и Норвегия.[уточнить]

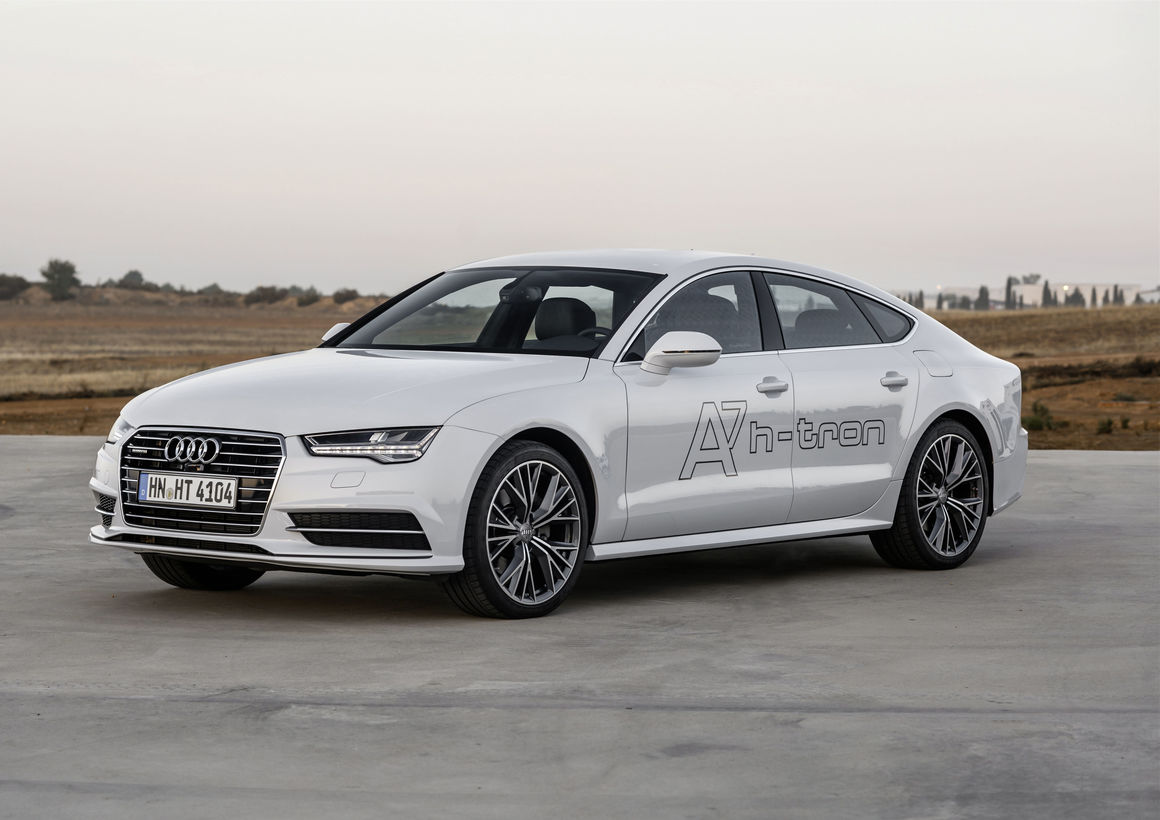
Audi A7 h-tron quattro

В ограниченном количестве выпускаются:
- BMW Hydrogen 7 и Mazda RX-8 Hydrogen RE[англ.] — двухтопливные (бензин/водород) легковые автомобили, используют жидкий водород.
- Audi A7 h-tron quattro[англ.] — прототип электро-водородного гибридного легкового автомобиля.
- Автобус Ford E-450 в варианте с водородным двигателем[9].
- Городские низкопольные автобусы на водородном топливе компании MAN Truck & Bus[10].

«Боинг» разрабатывает беспилотный самолёт для больших высот и большой продолжительности полёта (High Altitude Long Endurance, HALE). На нём установлен HICE производства Ford Motor Company.
К началу 2020-х автопроизводители, ранее имевшие программы изучения водородных технологий, отказываются от применения водорода в легковых автомобилях, видя это направление «бесперспективным»: существуют определённые сложности с транспортировкой и хранением водорода, также с дополнительными мерами по обеспечению безопасности транспортного средства, малоразвита сеть заправочных станций по всему миру; в результате покупка и содержание автомобиля, работающего на водороде, оказываются весьма высокими.

## Применение

### Как топливо в ДВС

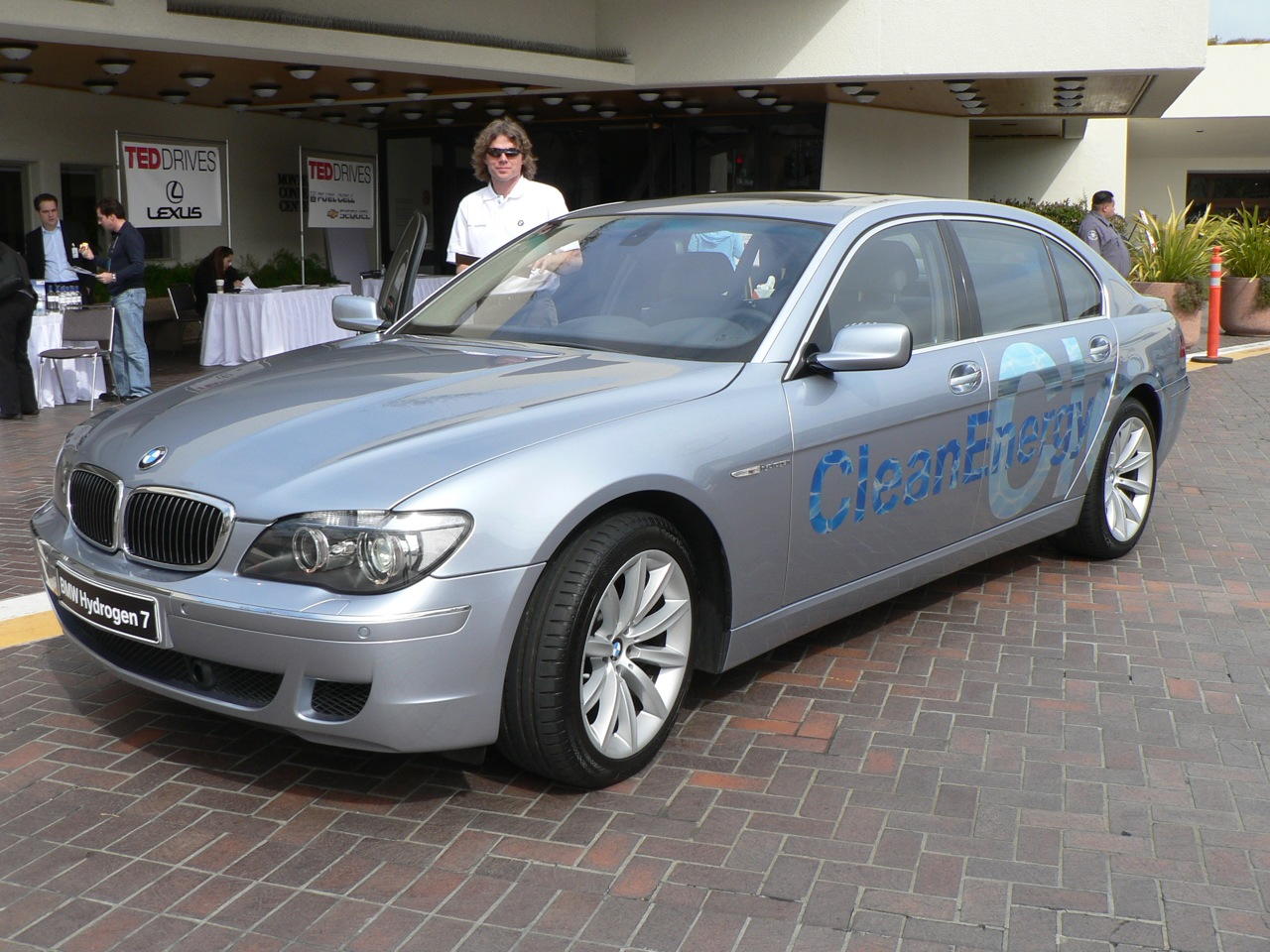
BMW Hydrogen 7 с водородным двигателем внутреннего сгорания

Водород может использоваться в качестве топлива в обычном двигателе внутреннего сгорания. В этом случае снижается мощность двигателя до 65 % — 82 % в сравнении с бензиновым вариантом. Однако, если внести небольшие изменения в систему зажигания, мощность двигателя увеличивается до 117 % в сравнении с бензиновым вариантом, но в таком случае увеличится выход оксидов азота из-за более высокой температуры в камере сгорания и возрастёт вероятность прогорания клапанов и поршней при длительной работе на большой мощности. Кроме того, водород при температурах и давлениях, которые создаются в двигателе, способен вступать в реакцию с конструкционными материалами двигателя и смазкой, приводя к быстрому износу. Также водород очень летуч, из-за чего при использовании обычной карбюраторной системы питания может проникать в выпускной коллектор, где также воспламеняется из-за высокой температуры. Традиционные поршневые ДВС плохо приспособлены к работе на водороде. Обычно для работы на водороде используется роторный ДВС, так как в нём выпускной коллектор значительно удалён от впускного.

### Бортовое питание
Водородные топливные элементы могут использоваться для бортового питания самолётов, морских судов, крупных грузовиков. Для бортового питания могут применяться твёрдооксидные топливные элементы (англ. SOFC).
В 2006 году производители топливных элементов совместно с Европейским агентством авиационной безопасности (EASA) начали разрабатывать стандарты сертификации топливных элементов для самолётов.
«Airbus» выступает координатором европейского проекта New Configured Aircraft (CELINA). Проект работает над снижением веса и размеров топливных элементов мощностью 400—600 кВт. 40 % электроэнергии Airbus A330-300 будет вырабатывать в водородных топливных элементах. Разработчикам поставлена цель — увеличить это количество до 60 %.
Первые лётные испытания установки для бортового питания на водородных топливных элементах мощностью 20 кВт проведены Airbus в феврале 2008 года на самолёте Airbus A320.
Использование силовых установок на водородных топливных элементах на самолётах позволит снизить уровень шума, потребление топлива и выбросы экологически опасных газов.
«Боинг» также разрабатывает SOFC-топливные элементы для бортового питания. Силовая установка мощностью 440 кВт позволит сократить потребление керосина на 75 % во время стоянки на земле. Боинг планирует завершить разработки к 2015 году.
Водородные топливные элементы производят энергию на борту американских шаттлов с 1981 года.
В марте 2008 года во время экспедиции STS-123 шаттла «Индевор» топливные элементы производства компании UTC Power преодолели рубеж в 100 тысяч операционных часов в космосе.

### Смеси традиционных видов топлива с водородом
Широкое внедрение водородного топлива пока сдерживается более высокой ценой водорода по сравнению с привычным жидким и газовым топливом, отсутствием необходимой инфраструктуры. Промежуточным решением могут стать смеси традиционного топлива с водородом — водород может использоваться для улучшения воспламеняемости бедных смесей в ДВС, работающем на традиционных видах топлива (например, HCNG — смесь водорода с природным газом).
Делаются установки, производящие водород из дистиллированной воды на борту транспортного средства, далее водород добавляется к дизельному топливу. Такими установками оснащаются тяжёлые грузовики и горная техника. Считается, что это позволяет сократить расход топлива и увеличить мощность двигателя и уменьшить экологическую вредность выбросов, хотя существуют и другие точки зрения.

## Водородные топливные элементы
Водородные топливные элементы могут производить электрическую энергию для электродвигателя на борту транспортного средства, заменив тем самым двигатель внутреннего сгорания, или применяться для бортового питания.

### История
Первое транспортное средство на топливных элементах создала в 1959 году компания Allis-Chalmers Manufacturing Company (США), щелочные топливные элементы (AFC) были установлены на трактор.
В 1962 году они были установлены на автомобиль для гольфа.
В 1967 году компания Union Carbide (США) установила топливные элементы на мотоцикл.
В 1982 году в СССР был разработан опытный водородный микроавтобус «Квант-РАФ» с электроприводом на щелочных топливных элементах.

### Автомобильный транспорт

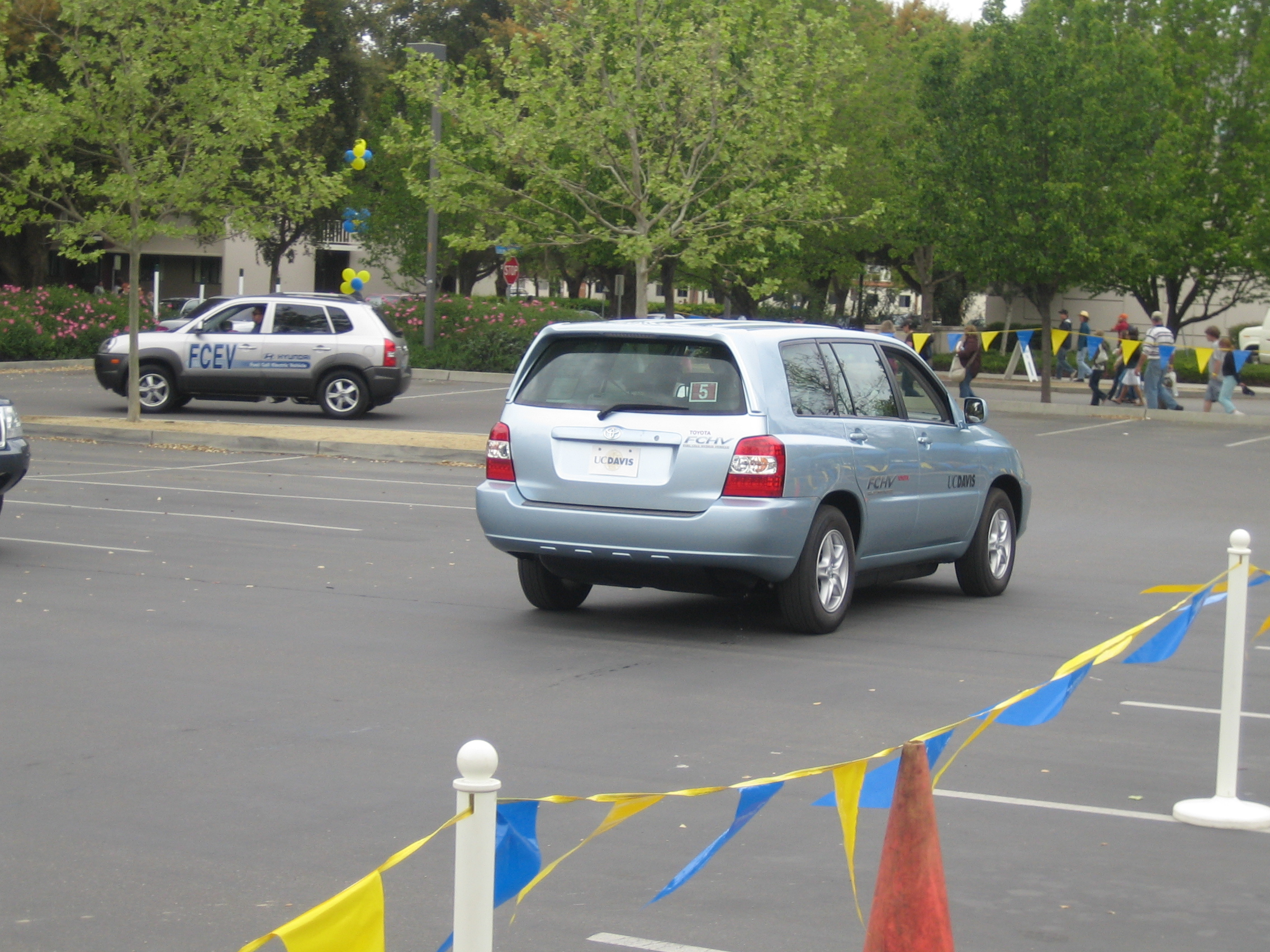
«Водородные» Toyota Highlander FCHV и Hyundai Tucson FCEV на заднем плане

Основное преимущество внедрения топливных элементов в наземные транспортные средства (например на автомобилях): предполагаемый высокий КПД (КПД современного автомобильного двигателя внутреннего сгорания достигает 35 %, а КПД водородного топливного элемента — 45 % и более). Во время испытаний автобуса на водородных топливных элементах канадской компании Ballard Power Systems был продемонстрирован КПД в 57 %.
КПД классического свинцового аккумулятора выше — до 70—90 %.
Но основной фактор, сдерживающий массовое производство электромобилей — дороговизна и несовершенство аккумуляторов.
Также перспективным направлением является применение на гибридных и электрических автомобилях суперконденсаторов.
На автомобилях и автобусах устанавливают, как правило, топливные элементы на протон-обменной мембране (PEM).
Их основные преимущества: компактность, малый вес, низкая температура процесса.
В 2002 году Департамент энергетики США поставил цель — снизить к 2010 году стоимость топливных элементов до 45 $ за 1 кВт установленной мощности и до 30 $ за 1 кВт к 2015 году (в долларах 2002 года, без учёта инфляции).
Это означает, что бортовой источник электроэнергии для силовой установки мощностью 100 кВт (134 л. с.) будет стоить 3000 $, что сопоставимо со стоимостью двигателя внутреннего сгорания.
Автомобили с силовыми установками на водородных топливных элементах производят и испытывают:[когда?]
- Ford Motor Company — Focus FCV;[источник не указан 879 дней]
- Honda — Honda FCX;[источник не указан 879 дней]
- Hyundai — Tucson FCEV (топливные элементы компании UTC Power);[источник не указан 879 дней]
- Nissan — X-TRAIL FCV (топливные элементы компании UTC Power);[источник не указан 879 дней]
- Toyota — Toyota Highlander FCHV, Toyota Mirai;[источник не указан 879 дней]
- Volkswagen — space up!;[источник не указан 879 дней]
- General Motors;[источник не указан 879 дней]
- Daimler AG — Mercedes-Benz A-Class;[источник не указан 879 дней]
- Daimler AG — Mercedes-Benz Citaro (топливные элементы компании Ballard Power Systems);[источник не указан 879 дней]
- Toyota — FCHV-BUS;[источник не указан 879 дней]
- Thor Industries — (топливные элементы компании UTC Power);[источник не указан 879 дней]
- Irisbus — (топливные элементы компании UTC Power);[источник не указан 879 дней]
- Grove Hydrogen Automotive[24] — Grove Obsidian[25];
- BMW — BMW iX5 Hydrogen (топливные элементы компании Toyota)[26];

и другие единичные экземпляры в Бразилии, Китае, Чехии и т. д.
Первый в мире серийный гибридный автомобиль на водородных топливных элементах Toyota Mirai поступил в продажу в конце 2014 года (в Японии) — 2015 году (в мире).
С 2003 года по 2006 год 36 автобусов по программе Clean Urban Transport for Europe проехали более 2 млн км и перевезли 6 млн пассажиров. В январе 2021 года в шотландском Абердине вышли на линию Wright StreetDeck — первые в мире водородные двухэтажные автобусы, стоимость каждого из которых оценивается приблизительно в 500 000 фунтов стерлингов

#### Расход топлива
Opel Zafira с силовой установкой на водородных топливных элементах мощностью 94 кВт в условиях Вашингтона потребляет 1,83 кг водорода на 100 миль (160 км) пробега, то есть 6,4 литра бензинового эквивалента. Бензиновый аналог Opel Zafira с двигателем объёмом 1,6 л мощностью 85 кВт потребляет 5,8 л бензина на 100 км в условиях трассы.
Американская National Renewable Energy Laboratory (NREL) в своих расчётах использует среднюю дальность пробега легкового автомобиля, равную 19200км (12000 миль) в год, потребление водорода — 1 кг на 60 миль (96 км) пробега. По их расчётам 2008 года, одному легковому автомобилю на водородных топливных элементах в год требуется 200 кг водорода (0,55 кг в день). Один килограмм водорода считают равным по энергетической ценности одному галлону (3,78 л) бензина.

### Железнодорожный транспорт
Железнодорожные двигательные установки должны развивать довольно большую мощность, тогда как компактность железнодорожных двигательных установок менее важна, чем на автомобильном транспорте. Железнодорожный транспорт представляет собой огромный рынок сбыта для силовых установок на водородных топливных элементах. Ещё одна выгодная возможность — построить, используя топливные элементы, локомотивы, сочетающие достоинства тепловоза и электровоза (способность питаться от контактной сети на электрифицированных линиях и автономность при прохождении неэлектрифицированных участков).
18 февраля 2004 года японский Железнодорожный институт технических исследований впервые в мире испытал прототип поезда на водородных топливных элементах.
В США эксплуатация локомотива на водородных топливных элементах мощностью 2 тыс. л. с. должна была начаться в 2009 году. Локомотив создавался с 2003 года при участии Министерства обороны США (DoD) для нетактических военных целей и коммерческого использования.
В Дании «водородный» поезд курсирует между городами Vemb, Lemvig и Thyboron. Протяженность маршрута — 59 км, что ограничено ёмкостью водородных баков. Проект получил название Danish Hydrogen Train Project.
Разработки водородного железнодорожного подвижного состава также ведутся в Японии компаниями Hitachi и Kinki Sharyo.
Институт транспорта и инфраструктурных систем Fraunhofer (Германия) создал прототип гибрида трамвая и автобуса. AutoTram оснащен водородным топливным элементом и маховиком, который заряжается при торможении и разгоняет вагон при старте. Прототип имеет длину 18 метров, но институт заявляет, что возможно создание 56-метровых вагонов вместимостью на 300 пассажиров. Топливный элемент производства компании Ballard Power Systems, маховик компании CCM Nuenen. 10 кг водорода хранится на крыше. AutoTram развивает скорость 60 км/ч. Трамвай на водородных топливных элементах также действует в Китае.
В Германии в 2018 году пущен первый железнодорожный пассажирский состав на водородном топливе Coradia iLint. К 2021 году запланирован пуск ещё 14 таких поездов.
В 2021 году в Канаде на водородную тягу перевели два тепловоза GMD SD40-2F для тестирования в перевозках при температурах ниже -30 °C. В рамках тестирования были построены водородные заправочные станции. К 2024 году в рамках тестирования водородные поезда без каких-либо сбоев преодолели более 3,5 тыс. км и перевезли более 1,3 тыс. вагонов. Еженедельно они перевозили более 20 тыс. т груза со скоростью до 80 км/ч. В 2024 году на водородную тягу перевели тепловозы AC4400CW и GP38-2 с дальнейшими планами модернизировать в общей сложности 20 тепловозов.
8 апреля 2021 года был обнародован контракт, заключённый французскими регионами Овернь-Рона-Альпы, Бургундия — Франш-Конте, Гранд Эст и Окситания на закупку у компании Alstom 12 гибридных электропоездов (по 4 вагона, около 220 сидячих мест), которые могут получать электричество как от контактной сети, так и от водородных топливных элементов. По сообщению Alstom, запас хода на водородном топливе составит 600 км. В 2021 году польская компания Pesa представила водородный локомотив SM42-6Dn, в 2023 году модель прошла сертификацию, а в 2024 году был заключён договор на поставку в Швецию. В апреле 2025 года в США завершились испытания модернизированного под водородно-аккумуляторную тягу тепловоза Railpower RP20BD.

### Водный транспорт

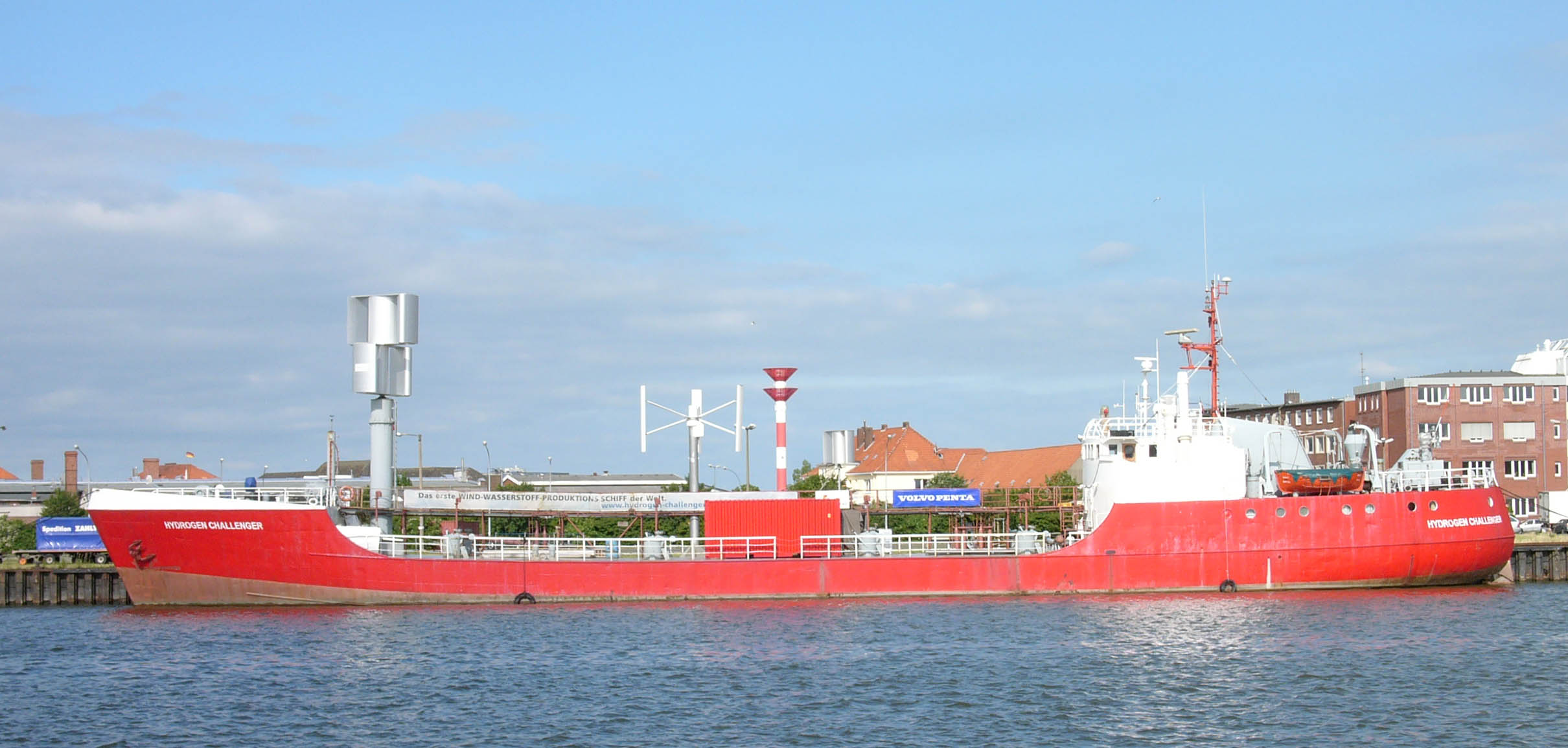
Hydrogen challenger — германский танкер. Производит водород на борту из энергии ветра

Для внедрения водородных топливных элементов в морской транспорт в Европе в 2003 году был создан консорциум FellowSHIP (Fuel Cells for Low Emissions Ships). В консорциум FellowSHIP входят компании Det Norske Veritas (DNV), Eidesvik Offshore, MTU CFC Solutions, Vik-Sandvik и Wärtsilä Automation Norway.
Также в Европе созданы:[когда?]
- Консорциум Fuel Cell Boat BV. В консорциум входят компании: Alewijnse, Integral, Linde Gas, Marine Service North и Lovers.[источник не указан 879 дней]
- некоммерческая ассоциация водорода и топливных элементов на морском транспорте (Marine Hydrogen & Fuel Cell Association MHFCA). В ассоциацию вошли 120 организаций. Цели ассоциации: разработка планов применения водорода на морском транспорте, установление контактов для совместных исследовательских проектов, определение приоритетов для развития, преодоление барьеров, разработка кодов, стандартов и правил использования водородных технологий в морских приложениях.[источник не указан 879 дней]

В Германии производятся подводные лодки класса U-212 с топливными элементами производства Siemens AG. U-212 стоят на вооружении Германии, поступили заказы из Греции, Италии, Кореи, Израиля. Под водой лодка работает на водороде и практически не производит шумов.
Испанская судостроительная компания Navantia, S.A. планирует начать производство подводных лодок класса S-80 с силовыми установками на PEM водородных топливных элементах мощностью 300 кВт. Водород производится на борту подводной лодки из этанола. Поставщик топливных элементов — компания UTC Power (США). S-80 предназначены для охраны побережья. Применение водородных топливных элементов позволит сократить уровень шумов и увеличить время нахождения под водой.
Эксплуатация Zemships началась летом 2008 года.

### Авиация

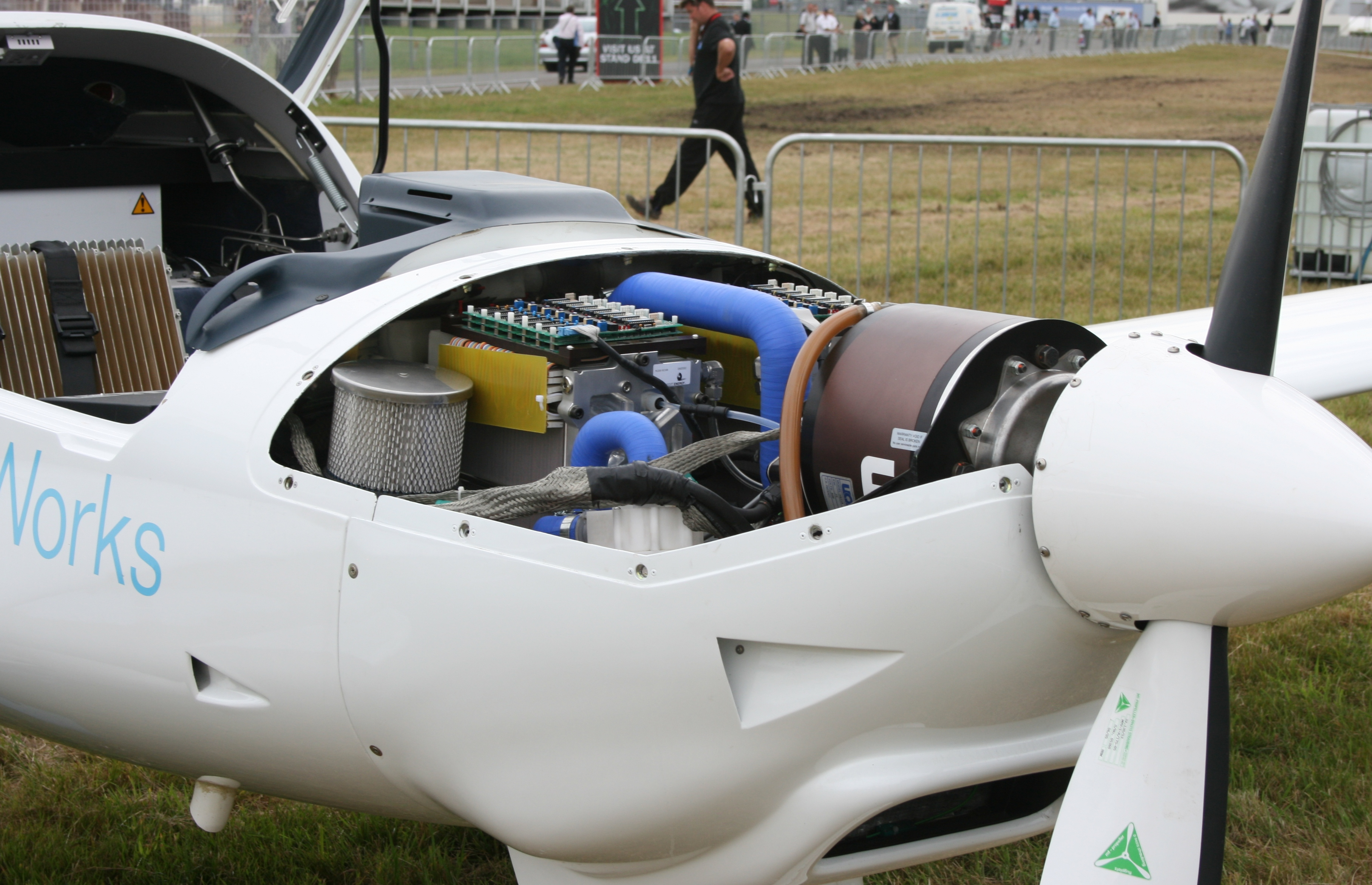
Самолёт Boeing с силовой установкой на топливных элементах

Первый пилотируемый полёт самолёта с силовой установкой на PEM топливных элементах мощностью 20 кВт состоялся 3 апреля 2008 года. Проект разрабатывался компанией Boeing и группой европейских компаний. Топливные элементы — производства компании UQM Technologies (США).
Fraunhofer Institute (Германия) разрабатывает беспилотный вертолёт с силовой установкой на водородных топливных элементах (вес топливного элемента — 30 грамм. Мощность — 12 ватт)..
Также беспилотные летательные аппараты на топливных элементах разрабатываются компаниями США и Израиля.

### Вспомогательный транспорт
Вспомогательный транспорт, эксплуатируемый на ограниченных пространствах: складах, аэродромах, крупных промышленных фабриках, военных базах и так далее.
Наиболее активно водородные топливные элементы устанавливаются на складские вилочные погрузчики. Чуть менее половины новых топливных элементов, установленных в 2006 году на транспортные средства, были установлены на складские погрузчики. Замена аккумуляторных батарей на топливные элементы позволит значительно сократить площади, занимаемые аккумуляторными цехами. Для обслуживания аккумуляторов 12 погрузчиков требуется 370 м², тогда как водородная заправочная станция занимает площадь 18,5 м². (данные испытаний Wal-Mart). На заправку водородом одного погрузчика требуется всего около 2 минут.
В 2009 году в США свои погрузчики на водород переводили компании: Nestle, розничная сеть H-E-B (Техас), Anheuser Busch, Nissan, GENCO, Coca-Cola.

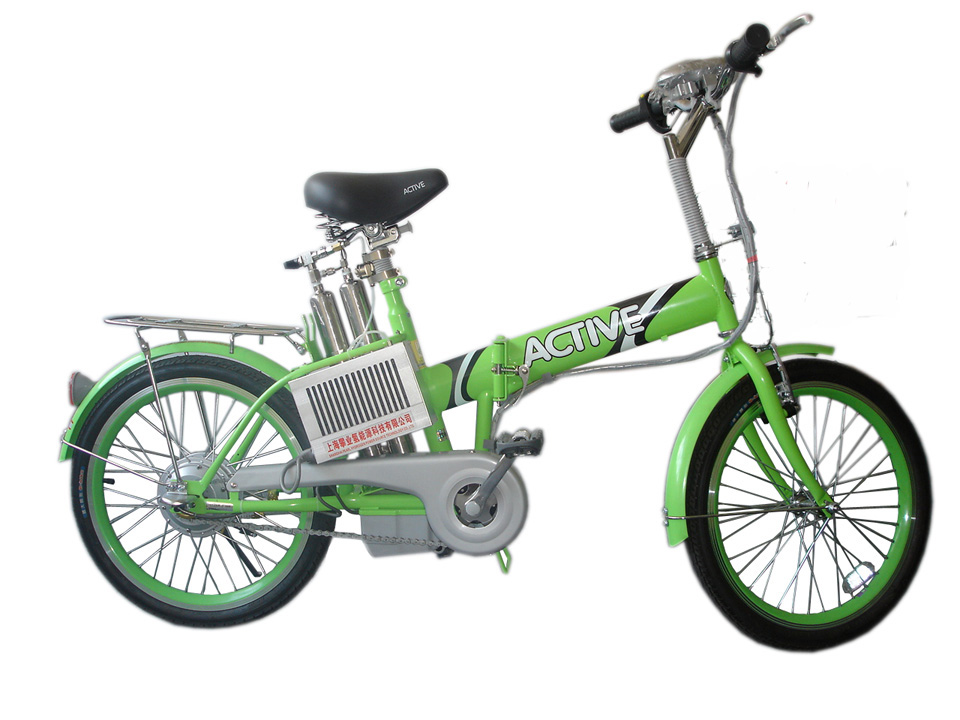
Велосипед с водородными топливными элементами производства китайской компании Shanghai Pearl. Экспорт в Испанию начался в мае 2008 года

### Другие виды транспорта
Водородные топливные элементы устанавливаются на велосипеды, мотоциклы, скутеры, подводные лодки, троллейбусы (см. Рижский троллейбус) и другие.

## Факторы, сдерживающие внедрение водородных технологий
- отсутствие водородной инфраструктуры (частично эту проблему можно решить устройством домашних заправок при частных жилых домах).[источник не указан 879 дней]
- Сложности в производстве водорода, из-за чего стоимость водорода, необходимого для 1 км пробега автомобиля, для потребителя значительно превышает аналогичную стоимость другого топлива[нет в источнике], и это при условии получения водорода из природного газа — при том, что способ не позволяет ни отказаться от добычи углеводородного ископаемого топлива, ни сократить эмиссию углерода в атмосферу, а значит, не даёт преимуществ водороду перед прямым сжиганием углеводородов[53]. Получение же водорода путём электролиза выходит ещё дороже, так как требует очень дорогих платиновых катализаторов, к тому же, по оценкам Международного агентства по энергетике, при производстве водорода методом электролиза для удовлетворения нужд транспорта, к примеру, во Франции потребовалось бы увеличить производство электроэнергии вчетверо[54].
- несовершенные технологии хранения водорода;[источник не указан 879 дней]
- отсутствие стандартов безопасности, хранения, транспортировки и применения;[источник не указан 879 дней]
- распространённые современные способы безопасного хранения водорода требуют большего объёма топливных баков, чем для бензина. Поэтому в разработанных на 2006 год автомобилях замена топлива на водород приводит к значительному уменьшению объёма багажника[16].

## Опасность водородного топлива
Опасность использования водорода как топлива связана с двумя факторами: высокой летучестью водорода, из-за которой он проникает через очень небольшие зазоры, и лёгкость воспламенения. С другой стороны, при пробое топливного бака бензин разливается лужей по поверхности, тогда как водород улетучивается в виде направленной струи. Однако есть опасность заполнения замкнутого пространства салона автомобиля водородом.
10 июня 2019 года на водородной заправочной станции компании Uno-X в Саннвике (Норвегия) произошёл мощный взрыв, причиной которого послужила утечка водорода из баллона высокого давления. В результате взрыва не было погибших, однако воздействие взрыва было столь велико, что ощущалось как землетрясение в радиусе 28 километров.

## Критика водородного транспорта
- Смесь водорода с воздухом взрывоопасна. Водород опаснее бензина, так как горит в смеси с воздухом в более широком диапазоне концентраций. Бензин не горит при лямбда менее 0,5 и более 2, в отличие от водорода. Но водород, хранящийся в баках при высоком давлении, в случае пробоя бака очень быстро испаряется[прояснить]. Для транспорта разрабатываются специальные безопасные системы хранения водорода — баки с многослойными стенками, из специальных материалов и так далее (к примеру, бак из нанотрубок, заполненных водородом). Но всё равно это в целом удорожает весь цикл эксплуатации транспортного средства, ложась расходами на плечи потребителя.[источник не указан 879 дней]
- Низкая объёмная энергетическая характеристика газообразного водорода препятствует его эффективному использованию в традиционных двигателях внутреннего сгорания (снижается эффективная мощность двигателя). Существующие системы хранения запаса водорода на борту автомобиля, включая наиболее эффективные криогенные, не обеспечивают энерговооружённости, сравнимой с энерговооружённостью автомобилей, использующих углеводородное топливо. Водород взрывоопасен в случае утечек и легко диффундирует в металлы, что может приводить к снижению прочности металлических деталей[57].
- Водородная силовая установка на базе традиционного ДВС значительно сложнее и дороже в обслуживании, чем обычный ДВС (тем более дизельный). По данным Массачусетского технологического института, эксплуатация водородного автомобиля на данном этапе развития водородных технологий обходится в сто раз дороже, чем бензинового.[источник не указан 879 дней]
- Пока нет достаточного опыта эксплуатации водородного транспорта.[источник не указан 879 дней]
- Нет возможности быстрой дозаправки в пути из канистры или от другого автомобиля.[источник не указан 879 дней]
- Для заправки водородом требуется построить сеть заправочных станций. Для заправочных станций, заправляющих автомобили жидким водородом, стоимость оборудования выше, чем для заправочных станций, заправляющих автомобили жидким топливом (бензином, этанолом и дизельным топливом).[источник не указан 879 дней] По заявлению GM, строительство 12 тысяч водородных заправочных станций в 2005 году оценивалось в 12 млрд $, то есть 1 млн $ на одну заправочную станцию[58], в то время как комплект оборудования для бензиновых заправочных станций стоит от 40 тыс. $, в среднем 100—200 тыс. $[59].
- Цена — 8 евро за литр (500 руб.) в 2008 году[60].
- Летучесть водорода — самая высокая среди газов. Таким образом, водород трудно сохранить в жидком виде, это затрудняет хранение водорода, транспортировку и использование в баке, так как топливо полностью испарится из бака за короткое время. За девять дней испаряется полбака топлива BMW Hydrogen[60].
- КПД цепочки «электростанция—двигатель» даже при использовании водородных топливных элементов составляет всего 38 % против 80 % при использовании химических аккумуляторов[61][62]. По этой причине Илон Маск неоднократно называл водородный автомобиль «невероятно тупой» идеей[63].
- Применение водорода в автотранспорте критикуется в том числе сторонниками «зелёной» энергетики, которые считают, что разработка «бесперспективных» водородных технологий отвлекает ресурсы, которые можно было потратить на разработку более ёмких и долговечных электрических аккумуляторов.[источник не указан 879 дней]
- Сам по себе водород вызывает в 11,6 раз более сильный парниковый эффект, чем углекислый газ, таким образом, неизбежные утечки при хранении, транспортировке и использовании водорода могут оказывать не меньший парниковый эффект, чем использование ископаемого топлива[64].

## Конкурирующие технологии
- Электрический транспорт
- Транспортные средства на жидком азоте
- Транспортные средства на сжатом воздухе
- Гибридный автомобиль